# Mersin

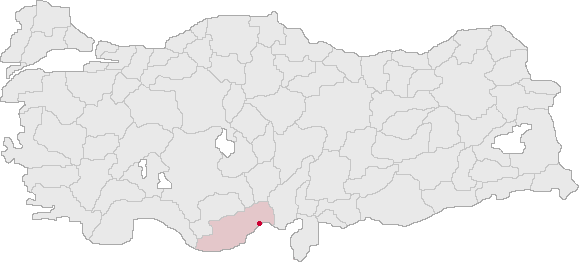
Město a provincie Mersin na mapě Turecka

Mersin, dříve İçel, je přístavní město v jižním Turecku na pobřeží Středozemního moře západně od Adany. Má přibližně 895 565 obyvatel (2008) a je správním střediskem provincie Mersin, která do roku 2002 nesla jméno İçel. Mersinský přístav s 23 moly na ploše 78 ha a přilehlou bezcelní zónou je nejvýznamnější v celé jihovýchodní Anatolii.

## Historie
Již od počátku svých dějin se Mersin rozvíjel jako přístavní město. První zmínky o souvislém osídlení pochází z doby od 7. století př. n. l. V antice se nazýval Zephyrion (řecky Ζεφύριον). Zhruba někdy okolo roku 4500 př. n. l. zde existovalo již opevnění. Díky svojí strategické poloze byl předmětem zájmu všech tehdejších středomořských říší. Římané město přejmenovali na Hadrianopolis. Později byl součástí Byzantské říše, často se zde potom střídali vlastníci (např. v 7. století sem pronikli Arabové), a to až do doby, než ho definitivně obsadili osmanští Turci. 
Jako obchodnímu městu centralizace obchodu do Istanbulu po jeho obsazení uškodila Merisnu nejvíce, jeho význam upadl. Až v 60. letech 19. století, kdy blokáda jižních států během americké občanské války způsobila nedostatek bavlny, staly se plantáže okolo Mersinu novým důležitým dodavatelem. V roce 1886 sem byla zavedena železnice a vývoz bavlny odstartoval pozdější rozkvět města. Po první světové válce byl obsazen francouzskými a britskými vojsky, turecká armáda ho obsadila až roku 1920. Mezi lety 1987 a 2000 měl Mersin nejvyšší výškovou budovu, kterou je Mersinské obchodní centrum (turecky MERsin TIcaret Merkezi). Má celkem 52 pater. Dnes je město významné v Turecku především jako jeden z hlavních přístavů. Ten má celkovou rozlohu 785,000 m2

## Administrativní dělení
Město se dělí do čtyř obvodů: Akdeniz, Mezitli, Toroslar a Yenişehir.

## Významné stavby
Střed města tvoří Náměstí republiky (turecky Cumhuriyet Meydanı) s radnicí a ortodoxním chrámem. Z jižní strany k němu přiléhá také Atatürkův park, který tvoří nábřežní promenádu ve městě.
Mezi další významné stavby v Mersinu patří:
- Státní opera
- Soloi-Pompeiopolis, historické římské město nedaleko Mersinu
- Atatürkův dům
- Mešita Müftü

## Ekonomika
V Mersinu stojí jedna z několika tureckých zón volného obchodu, historicky je jednou z prvních. Objem obchodu svobodné zóny byl v roce 2002 51,8 miliard USD. Ve městě mimo jiné stojí velká ropná rafinerie. Hlavní ekonomický význam má místní přístav. Vyplouvají odsud také trajekty na Kypr (Severní Kypr).[zdroj?]
V blízkosti města byla plánována první turecká jaderná elektrárna.

## Kultura
Ve městě se nachází následující kulturní instituce:
- Archeologické muzeum
- Městské muzeum
- Atatürkovo muzeum

- Každý říjen se ve městě koná Mezinárodní hudební festival, nevýznamnější kulturní událost v celé provincii.

## Školství
Mersinská univerzita byla založena roku 1992.

## Zajímavosti
Místní městský hřbitov (turecky Mersin Şehir Mezarlığı) je známý tím, že jsou zde pochováni všichni bez ohledu na svoje vyznání nebo víru.

## Doprava
Město má napojení na železnici (Železniční trať Adana–Mersin) i na tureckou dálniční síť. Nejbližší mezinárodní letiště se nachází v Adaně.

## Partnerská města
- Kušimoto, Japonsko
- Latákie, Sýrie
- Oberhausen, Německo
- Valparaíso, Chile
- West Palm Beach, USA